# Rt Gomilica - Brač
Rt Gomilica - Brač este o arie protejată (sit de importanță comunitară — SCI) din Croația întinsă pe o suprafață de 190,83 ha, integral marine.

## Localizare
Centrul sitului Rt Gomilica - Brač este situat la coordonatele 43°23′38″N 16°26′17″E / 43.394°N 16.438°E.

## Înființare
Situl Rt Gomilica - Brač a fost declarat sit de importanță comunitară în iulie 2013 pentru a proteja un număr necunoscut de specii din flora spontană și fauna sălbatică aflate în arealul zonei.

## Biodiversitate
Situată în ecoregiunea marină mediteraneană, aria protejată conține 2 habitate naturale: Straturi cu Posidonia (Posidonion oceanicae), Recifuri.
La baza desemnării sitului se află un număr nedeclarat de specii protejate.